# Кастеллано, Ричард
Ричард Сальваторе Кастеллано (англ. Richard Salvatore Castellano; 4 сентября 1933, Бронкс, Нью-Йорк, США — 10 декабря 1988, Норт-Берген, Нью-Джерси, США) — американский актёр итальянского происхождения.

## Биография
Самую большую популярность ему принесла роль в фильме «Крёстный отец», в котором он сыграл Питера Клеменцу — хладнокровного помощника дона, приказы которого выполнял беспрекословно.
В 1971 году номинировался на «Оскар» за лучшую мужскую роль второго плана в фильме «Любовники и другие незнакомцы».
Умер в возрасте 55 лет от сердечного приступа.

## Избранная фильмография
- 1965 — Три комнаты на Манхэттене / Trois chambres à Manhattan — Angry American
- 1970 — Любовники и другие незнакомцы / Lovers and Other Strangers — Фрэнк Веккьо
- 1972 — Крёстный отец / The Godfather — Питер Клеменца
- 1982 — Дорогой мистер Вандерфул / Dear Mr. Wonderful — агент